# 길림성연변제1중학
지린성 옌볜제1고등학교(중국 조선어: 길림성 연변제1중학)은 1952년에 설립된 지린성 옌볜 조선족 자치주 옌지시내의 유일한 성급의 조선족고급중학교이다.
학교운영이념은 "학생의 평생발전을 위한 핵심적자질을 육성하는 것", 학교운영목표는 "연변 1중을 전성시범학교로, 전국일류 학교로, 세계에 널리 알려진 현대화한 민족 학교로 꾸리는 것", 학생양성목표는 "학생들을 뛰여난 연변인, 우수한 중화인, 개방된 세계인으로 키우는 것"이다.